# Andrés Reyes
Andrés Reyes, né le 8 septembre 1999 à Puerto Tejada en Colombie, est un footballeur international colombien. Il joue au poste de défenseur central au San Diego FC.

## Biographie

### En club

#### Atlético Nacional et prêt à l'Inter Miami
Il fait ses débuts avec l'Atlético Nacional lors d'une défaite 2-0 contre Once Caldas le 27 octobre 2018. Il inscrit son premier but pour le club lors d'une victoire 3-1 contre l'Unión Magdalena en août 2019.
En février 2020, il rejoint l'Inter Miami sous la forme d'un prêt d'un an pour la saison inaugurale du club. Le 7 mars 2020, Andrés Reyes fait ses débuts avec Miami, lors d'une défaite 2-1 contre D.C. United. Il manque un mois de matches au cours de la saison après avoir subi une fracture du visage contre l'Union de Philadelphie. Après avoir participé à 13 rencontres lors de sa première saison, le club annonce en décembre qu'il ne lèverait pas l'option d'achat.

#### Red Bulls de New York
Le 19 janvier 2021, il retourne en Major League Soccer et signe avec les Red Bulls de New York. Le 22 mai 2021, il fait ses débuts avec New York en marquant le premier but lors d'une défaite 3-1 contre le Revolution de la Nouvelle-Angleterre. Lors de ce match, il reçoit également deux cartons jaunes, ce qui lui vaut d'être expulsé en première mi-temps. Le 23 juin 2021, il inscrit son deuxième but de la saison pour le club lors d'une défaite 3-2 contre ce même club. Le 17 octobre 2021, il délivre sa première passe décisive, permettant à Cristian Cásseres Jr. de marquer le but de la victoire des Bulls lors de la victoire 1-0 dans le Derby de l'Hudson contre le rival, le New York City FC.
Andrés Reyes commence la saison 2023 en consolidant sa place dans l'équipe titulaire. Le 11 mars 2023, il inscrit le but égalisateur pour New York lors d'un match nul 1-1 contre Minnesota United. Le 20 mai 2023, il ouvre le score pour le club le CF Montréal. Son équipe s'impose 2-1.
Le 29 mai 2024, il marque son premier but de la saison. Son équipe s'impose 3-1 face au Charlotte FC. Le 30 novembre 2024, Reyes inscrit un but de la tête sur un coup de pied arrêté contre Orlando City, envoyant son équipe à la Coupe de la Major League Soccer 2024 grâce à une victoire 1-0.

#### San Diego FC
Il rejoint le San Diego FC, franchise nouvellement créée, le 12 décembre 2024, où il signe un contrat de deux ans en échange de 800 000 dollars d'allocation monétaire générale répartis sur les saisons 2025 et 2026. Les Red Bulls de New York conservant une commission de vente.